# Mélanisme

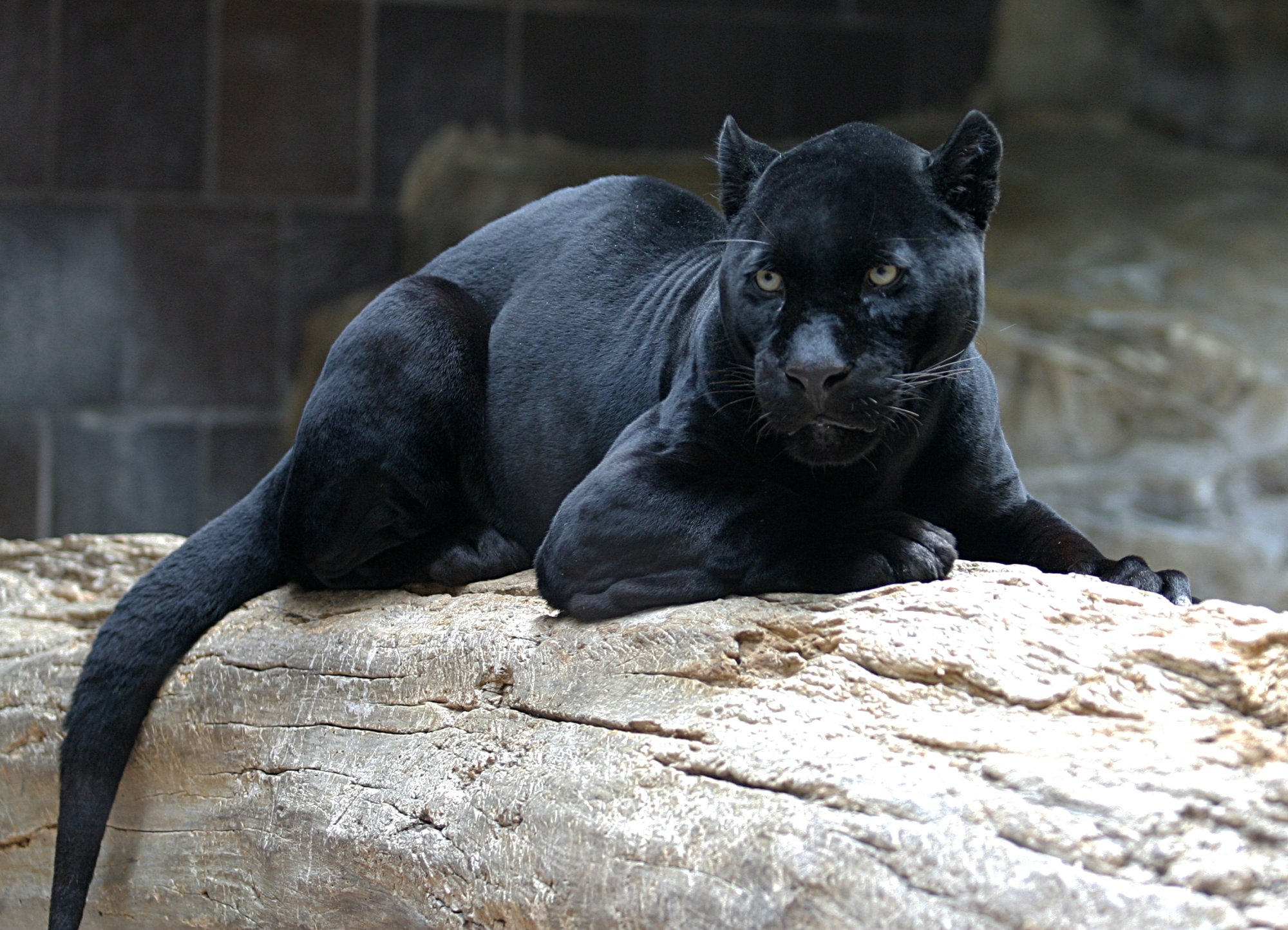
Un jaguar noir.

Le mélanisme (du grec melas, noir) est un phénotype animal caractérisé par la couleur entièrement noire de la peau, des plumes, des écailles ou des poils. Dans le cas où les parties noires habituellement présentes (taches, stries...) sont distinguables, au moins légèrement, mais anormalement élargies, on parle plutôt de pseudo-mélanisme. On parle parfois de mélanisme pour l’espèce humaine pour désigner un excès de mélanine considéré comme pathologique (dans la maladie d’Addison par exemple).
Le mélanisme, quel qu’en soit le mécanisme, est un excès d'origine génétique de la production de mélanine, pigment de couleur noire. Il peut donc être considéré comme le phénomène inverse du leucisme et de l'albinisme, qui eux sont dus à un déficit ou une absence de mélanine et d'autres pigments, également d'origine génétique, et qui donnent des animaux de couleur très claire ou entièrement blanche.  

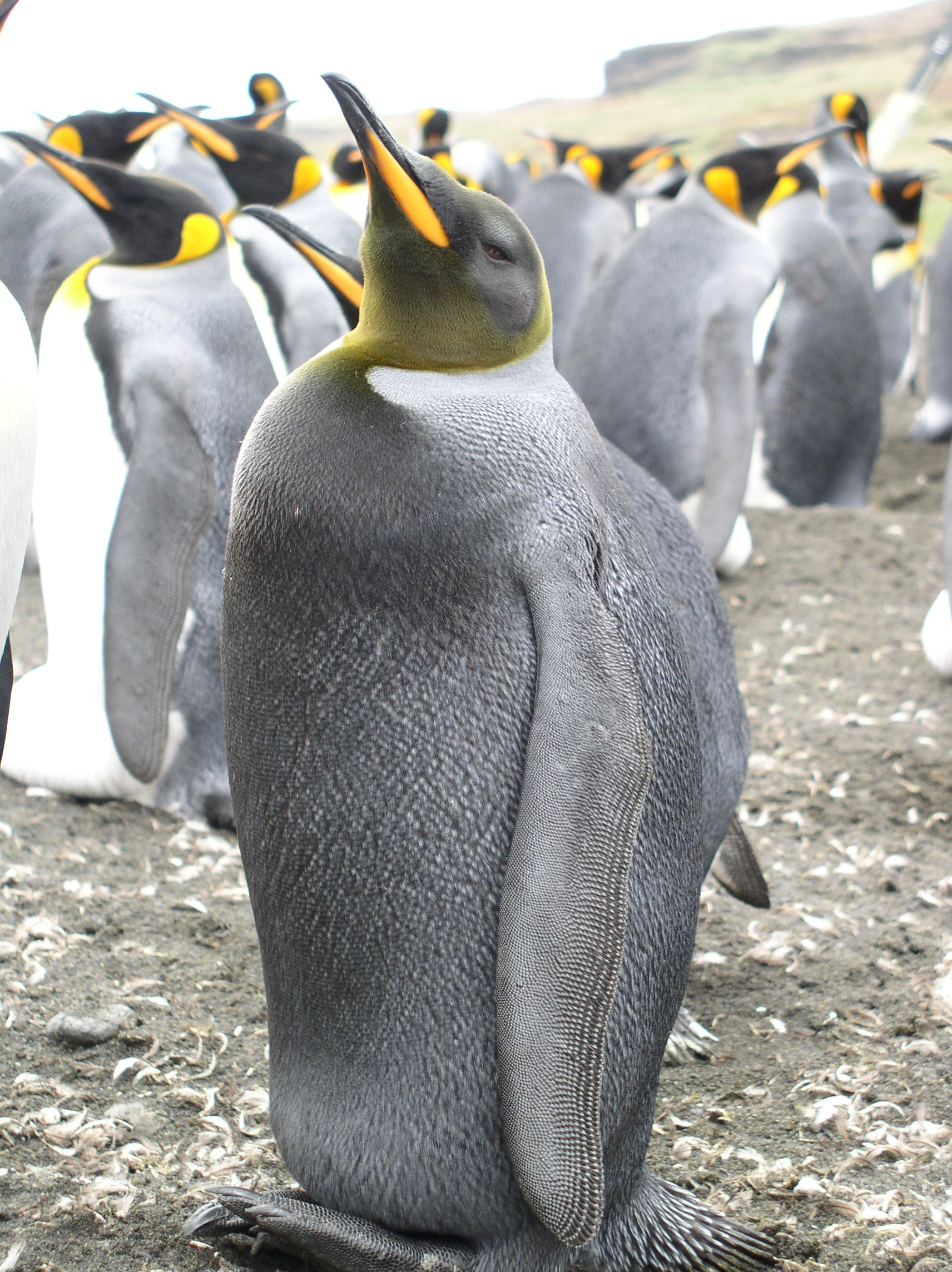
Manchot royal atteint d'une forme de mélanisme.

On observe des cas de mélanisme chez de très nombreuses espèces animales, par exemple des springboks (dans la nature ou aux zoos de Beauval et de Hanovre et à Planète sauvage), des daims, des écureuils, des oiseaux, chez de nombreuses espèces de serpents et autres reptiles, et même des papillons, etc. Ainsi, le mélanisme n'est pas limité aux mammifères, ni aux vertébrés. Selon les espèces, le mélanisme peut être considéré comme rare voire exceptionnel, alors que pour d'autres c'est un caractère plus ou moins fréquent voire habituel dans la nature. Il a été observé sur des espèces de félidés, de canidés, de viverridés et de mustélidés, etc.. Chez les félins, le mélanisme est commun chez onze espèces sur quarante. 
L'un des cas de mélanisme les plus connus du grand public chez les animaux est sans doute la panthère noire. Le mot panthère étant un synonyme de léopard (Panthera pardus) cette désignation de panthères noires est souvent réservée aux léopards mélaniques. Des léopards noirs sont fréquemment observés dans le sud-est de l'Asie. Lorsqu'il s'agit d'autres fauves que des panthères, il faut les nommer par les noms qui leur sont propres (tigre noir, jaguar noir...). 
Les robes de couleur noire sont très fréquentes chez les animaux domestiques notamment, ainsi que chez les animaux non domestiques maintenus en captivité, car les individus mélaniques y ont été sélectionnés par l'Homme (sélection artificielle) pour diversifier les couleurs de robe. On peut citer les chats noirs et les chevaux noirs par exemple. 

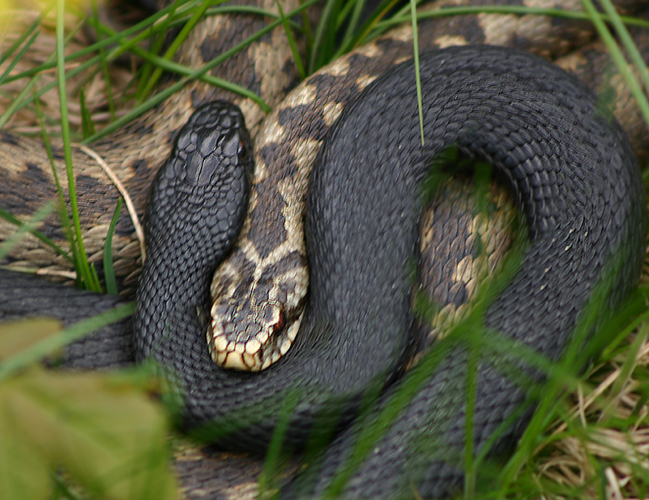
Deux vipères péliades, dont une atteinte de mélanisme.

Le mélanisme peut dans certains cas apporter un avantage sélectif (sélection naturelle) et devenir fréquent pour certaines populations animales dans la nature. On peut citer le cas de la vipère péliade, qui dans les régions froides est avantagée par une robe noire pour capter plus facilement la chaleur du rayonnement solaire lorsqu'elle se chauffe au soleil, ce qui augmente le taux d'individus mélaniques dans certaines populations de vipères, là où l'environnement et la couleur du substrat ne les rendent pas trop visibles pour leurs prédateurs. Le mélanisme industriel est un autre exemple, permettant à certaines espèces de produire un plus grand nombre d'individus noirs se fondant dans les environnements noircis par l'activité industrielle humaine. La phalène du bouleau (Biston betularia) en est un cas d'école, qui fut étudié pour appuyer la théorie de l'évolution : cette espèce de papillon de nuit pratique le mimétisme sur les troncs de bouleaux dans la journée pour échapper à ses prédateurs, la forme mélanique fut donc favorisée dans les régions industrielles durant le XIXe siècle en Angleterre, les bouleaux ayant noirci sous l'effet des fumées des usines à charbon.
Les recherches sur les mécanismes génétiques du mélanisme portent surtout sur les animaux domestiques et ces mécanismes sont loin d’être complètement éclaircis. On retrouve souvent des mutations au niveau du locus E (MC1R) ou du locus A (Agouti). Le locus K peut jouer un rôle chez les chiens.